# Sociedad Española de Patología Dual

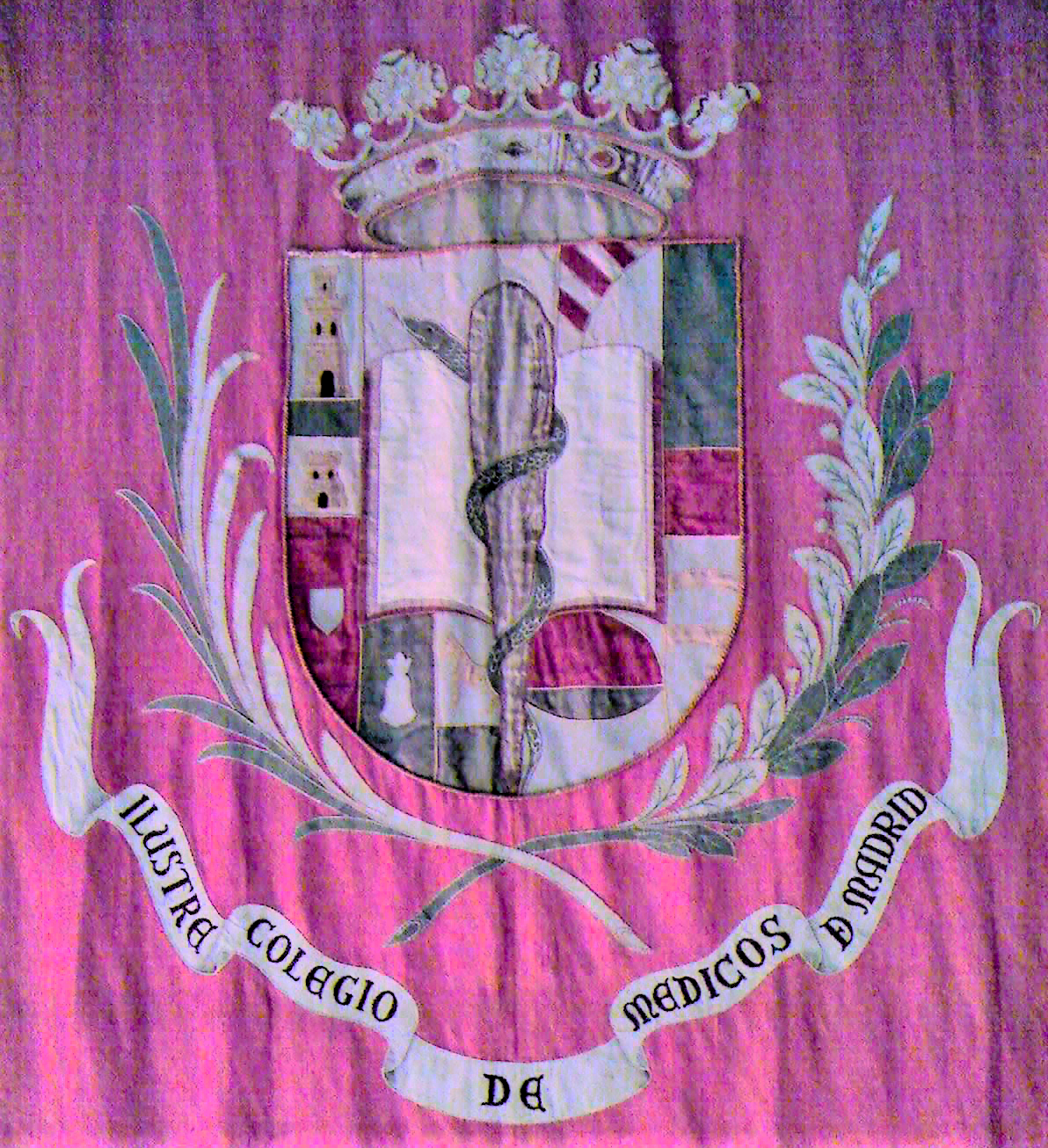
Estandarte del Ilustre Colegio Oficial de Médicos de Madrid, donde tiene sede la Sociedad Española de Patología Dual.

Sociedad Española de Patología Dual (SEPD) es una sociedad científico-médica que agrupa a todos los profesionales involucrados en la situación clínica denominada patología dual, que supone la asociación de una adicción y otra enfermedad mental. La SEPD tiene su domicilio social en el Ilustre Colegio Oficial de Médicos de Madrid, sito en la c/ Santa Isabel Nº 52. 28012 Madrid. Actualmente el número de socios es de 1600 de los cuales 1250 son adheridos y 350 son socios de pleno derecho.

## Objetivos
- Actuaciones relacionadas con programas (I+D+I) investigación, desarrollo e innovación en el campo de la Patología dual.
- Actuaciones en relación con la docencia en el campo de la Patología Dual.
- Actuaciones relacionadas con la información y difusión de conocimiento en el campo de la Patología Dual.
- Actuaciones encaminadas al diseño, planificación y gestión de actividades, recursos y procesos relacionados con esta patología.
- Actuaciones encaminadas a lograr la integración de diferentes grupos, asociaciones y profesionales tanto a nivel nacional como internacional que trabajan en las diferentes áreas del conocimiento que constituyen el objetivo de la patología dual.
- Actuaciones para reducir el doble estigma en Patología Dual.
- Actuaciones a nivel individual, familiar y social en el ámbito de la Patología Dual, con especial interés en los grupos de exclusión social.

## Junta Directiva
De dichos fines se deriva la no adscripción a ideología alguna, ni el servir a otros que los expresados; sin renuncia, no obstante, a la participación en la vida pública y a la toma de postura como tal Sociedad sobre temas que afecten al objeto de la misma.
La Junta Directiva está formada por:

### Comité Ejecutivo
- Presidente: Néstor Szerman.
- Vicepresidente: Pablo Vega.
- Vicepresidente: Miguel Casas.
- Secretario: Ignacio Basurte.
- Vicesecretario: Carlos Roncero.
- Tesorero: Javier Rosa.
- Vocal Relaciones Institucionales: Beatriz Mesías.
- Vocal Relaciones Internacionales: José Martínez-Raga.

### Vocales Territoriales
- Andalucía Juan Ramírez.
- Aragón Marta Jiménez Cortes.
- Principado de Asturias Pilar Sáiz.
- Canarias José Luis Hernández Fleta.
- Castilla-La Mancha Mar Sánchez.
- Cataluña José María Vázquez.
- Ceuta Cleópatra R´Kaina.
- Extremadura José Miguel Zoido.
- Galicia Indalecio Carrera Machado.
- La Rioja Juan del Pozo.
- Madrid Rocío Molina.
- Murcia Desiderio Mejías Verdú.
- País Vasco Miguel Landabaso.
- Comunidad Valenciana Bartolomé Pérez Gálvez.

### Vocales Temáticos
- Vocalía de farmacoepidemiología: Javier Álvarez.
- Vocalía de formación: Enriqueta Ochoa.
- Vocalía de formación residentes y rotantes en PD: Gonzalo Haro.
- Vocalía de Investigación clínica: Francisco Arias-Horcajada.
- Vocalía de patología dual y abordaje psicosocial: Rosa Fernández Marcote.
- Vocalía de patología dual y transcultural: Francisco Collazos.

## Funciones
- Aprobar y dirigir las actividades propias de la Asociación.
- Dirigir las actividades sociales y llevar la gestión administrativa y económica de la misma, acordando realizar los oportunos contratos y actos.
- Ejecutar los Acuerdos de la Asamblea General.
- Formular y someter a la aprobación de la Asamblea General el presupuesto anual de ingresos y gastos, así como las Cuentas anuales.
- Elaborar el reglamento de régimen interior y someterlo a la aprobación de la Asamblea.
- Decidir y resolver las solicitudes de admisión de nuevos socios.
- Nombrar delegados para la realización de las actividades de la asociación.
- Cualquier otra que no sea de la exclusiva competencia de la Asamblea General de socios.

La SEPD es miembro de la Asociación Mundial de Psiquiatría (WPA - World Psychiatric Association). Además tiene firmados convenios de colaboración con la Asociación Psiquiátrica de América Latina (APAL), con la Asociación de Conductas Adictivas y Patología Dual de Iberoamérica (ACAPI), con la Asociación Portuguesa de Patología Dual, y con la Sociedad Española de Psiquiatría (SEP)
Los socios de pleno derecho de la SEPD pueden pertenecer a la Sección de Patología Dual de la WPA (WPA Section on Dual Disorders/Pathology).